# 63è Festival Internacional de Cinema de Berlín
El 63è Festival Internacional de Cinema de Berlín va tenir lloc entre el 7 i el 17 de febrer de 2013. El director xinès Wong Kar-wai fou anunciat com a president del jurat i la seva pel·lícula The Grandmaster va obrir el festival. L'Os d'Or fou atorgat a la pel·lícula romanesa Poziţia copilului dirigida per Călin Peter Netzer, que també fou la pel·lícula de clausura.
El documentalista francès Claude Lanzmann fou guardonat amb l'Os d'Or Honorífic. L'actriu italiana Isabella Rossellini i el director alemany Rosa von Praunheim foren premiats amb la Berlinale Camera.

## Jurat

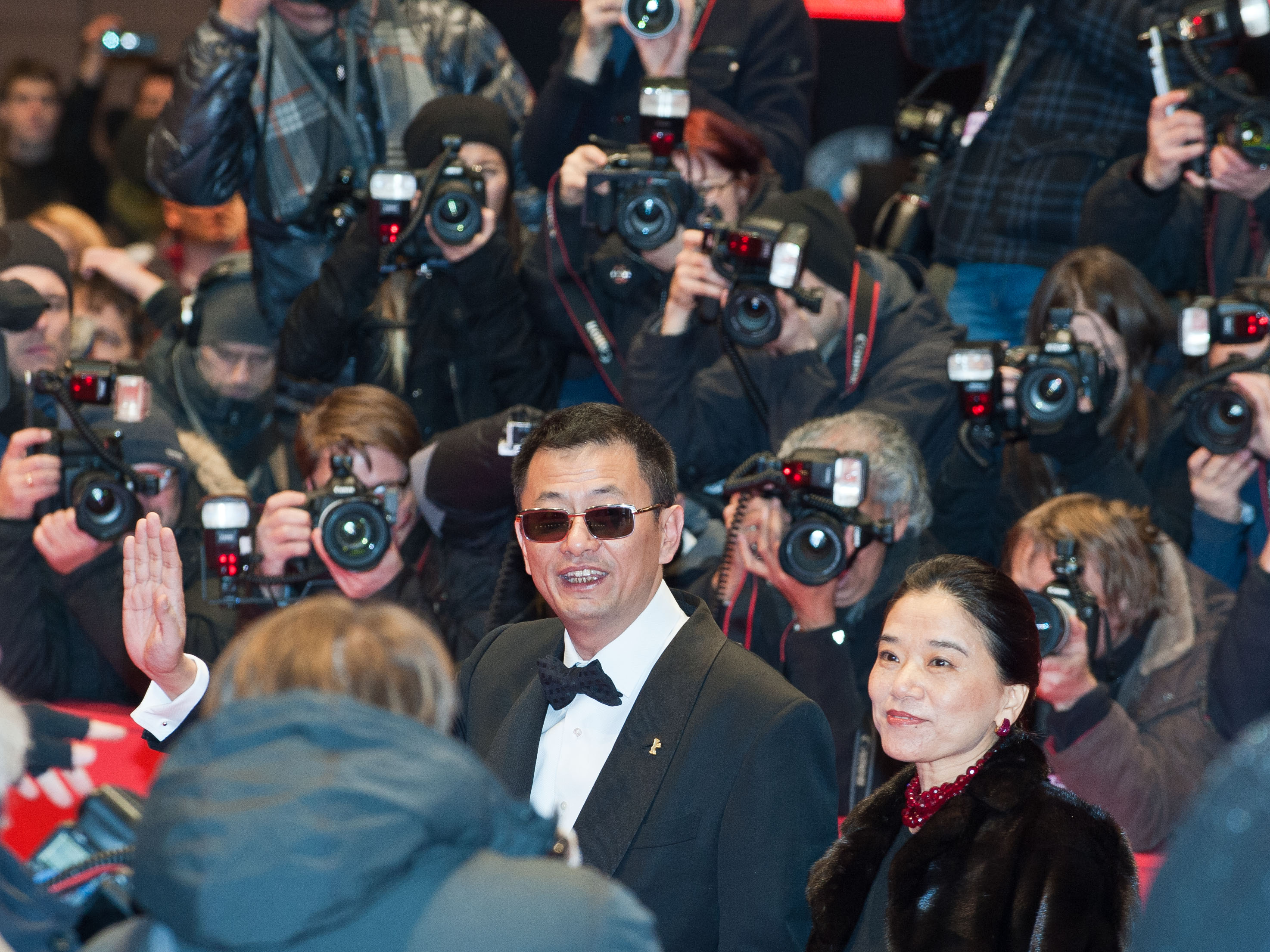
Wong Kar-wai, president del jurat, amb la seva esposa al festival

El jurat de l'edició va estar format per:
- Wong Kar-wai, director xinès (president)
- Susanne Bier, directora danesa
- Andreas Dresen, director alemany
- Ellen Kuras, directora estatunidenca
- Shirin Neshat, artista i directora iraniana
- Tim Robbins, actor estatunidenc
- Athina Rachel Tsangari, directora grega

## En competició
Les següents pel·lícules van competir per l'Os d'Or i per l'Os de Plata:
| Títol                                                 | Director(s)                    | País                                        |
| ----------------------------------------------------- | ------------------------------ | ------------------------------------------- |
| Gloria                                                | Sebastián Lelio                | Xile, Espanya                               |
| Nugu-ui Ddal-do Anin Haewon                           | Hong Sang-soo                  | Corea del Sud                               |
| Paradies: Hoffnung                                    | Ulrich Seidl                   | Àustria, França, Alemanya                   |
| Poziţia copilului                                     | Călin Peter Netzer             | Romania                                     |
| Promised Land                                         | Gus Van Sant                   | Estats Units                                |
| Camille Claudel 1915                                  | Bruno Dumont                   | França                                      |
| Elle s'en va                                          | Emmanuelle Bercot              | França                                      |
| Epizoda u životu berača željeza                       | Danis Tanović                  | Bòsnia i Hercegovina, França, Eslovènia     |
| Gold                                                  | Thomas Arslan                  | Alemanya                                    |
| La Religieuse                                         | Guillaume Nicloux              | França, Alemanya, Bèlgica                   |
| Layla Fourie                                          | Pia Marais                     | Alemanya, Sud-àfrica, França, Països Baixos |
| The Necessary Death of Charlie Countryman             | Fredrik Bond                   | Estats Units                                |
| Pardeh                                                | Jafar Panahi, Kambuzia Partovi | Iran                                        |
| Side Effects                                          | Steven Soderbergh              | Estats Units                                |
| Vic et Flo ont vu un ours                             | Denis Côté                     | Canadà                                      |
| Dolgaja stxastlivaja stxisn (Долгая счастливая жизнь) | Boris Khlebnikov               | Rússia                                      |
| Prince Avalanche                                      | David Gordon Green             | Estats Units                                |
| Aslannyń sabaqtary                                    | Emir Baigazin                  | Kazakhstan, Alemanya                        |
| W imię...                                             | Małgorzata Szumowska           | Polònia                                     |

## Fora de competició
Les següents pel·líocules foren seleccionades per ser projectades fora de competició:
| Títol                 | Director(s)                 | País                       |
| --------------------- | --------------------------- | -------------------------- |
| The Croods            | Chris Sanders, Kirk DeMicco | Estats Units               |
| Before Midnight       | Richard Linklater           | Estats Units, Grècia       |
| Dark Blood            | George Sluizer              | Països Baixos              |
| Night Train to Lisbon | Bille August                | Alemanya, Suïssa, Portugal |

## Panorama
Les següents pel·lícules foren seleccionades a la secció Panorama:
| Títol                                   | Director(s)                            | País                                    |
| --------------------------------------- | -------------------------------------- | --------------------------------------- |
| Jagal                                   | Joshua Oppenheimer                     | Dinamarca, Regne Unit, Noruega          |
| Baek Ya                                 | Hee-il LeeSong                         | Corea del Sud                           |
| Chemi Sabnis Naketsi                    | Zaza Rusadze                           | Geòrgia                                 |
| Dduit-dam-hwa: Gam-dok-i-mi-cheot-eo-yo | E J-yong                               | Corea del Sud                           |
| Deshora                                 | Barbara Sarasola-Day                   | Argentina, Colòmbia, Noruega            |
| Don Jon                                 | Joseph Gordon-Levitt                   | Estats Units                            |
| Frances Ha                              | Noah Baumbach                          | Estats Units                            |
| Habi, la extranjera                     | Maria Florencia Alvarez                | Argentina, Brasil                       |
| Kai Po Che!                             | Abhishek Kapoor                        | Índia                                   |
| Inch'Allah                              | Anaïs Barbeau-Lavalette                | Canadà                                  |
| Kashi-ggot                              | Lee Don-ku                             | Corea del Sud                           |
| La piscina                              | Carlos Machado Quintela                | Cuba, Veneçuela                         |
| Lovelace                                | Rob Epstein, Jeffrey Friedman          | Estats Units                            |
| Meine Schwestern                        | Lars Kraume                            | Alemanya                                |
| Rock the Casbah                         | Yariv Horowitz                         | Israel                                  |
| Tanta agua                              | Ana Guevara Pose, Leticia Jorge Romero | Uruguai, Mèxic, Països Baixos, Alemanya |
| The Attacks of 26/11                    | Ram Gopal Varma                        | Índia                                   |
| The Broken Circle Breakdown             | Felix van Groeningen                   | Bèlgica                                 |

## Forum
Les següents pel·lícules foren seleccionades per la secció Forum:
| Títol                                   | Director(s)                              | País                                             |
| --------------------------------------- | ---------------------------------------- | ------------------------------------------------ |
| A batalha de Tabatô                     | João Viana                               | Guinea Bissau, Portugal                          |
| Al-khoroug lel-nahar                    | Hala Lotfy                               | Egipte, Emirats Àrabs Units                      |
| A Single Shot                           | David M. Rosenthal                       | Estats Units, Regne Unit, Canadà                 |
| Cheongchun-eui sipjaro                  | Ahn Jong-hwa                             | Corea del Sud                                    |
| Computer Chess                          | Andrew Bujalski                          | Estats Units                                     |
| Das merkwürdige Kätzchen                | Ramon Zürcher                            | Alemanya                                         |
| Die 727 Tage ohne Karamo                | Anja Salomonowitz                        | Àustria                                          |
| Echolot                                 | Athanasios Karanikolas                   | Alemanya                                         |
| Elelwani                                | Ntshavheni Wa Luruli                     | Sud-àfrica                                       |
| Fahtum pandinsoong                      | Nontawat Numbenchapol                    | Tailàndia, Cambodja, França                      |
| Fynbos                                  | Harry Patramanis                         | Sud-àfrica, Grècia                               |
| Grzeli nateli dgeebi                    | Nana Ekvtimishvili, Simon Groß           | Geòrgia, Alemanya, França                        |
| Halbschatten                            | Nicolas Wackerbarth                      | Alemanya, França                                 |
| Hélio Oiticica                          | Cesar Oiticica Filho                     | Brasil                                           |
| I aionia epistrofi tou Antoni Paraskeua | Elina Psykou                             | Grècia                                           |
| I Kori                                  | Thanos Anastopoulos                      | Grècia, Itàlia                                   |
| I Used to Be Darker                     | Matt Porterfield                         | Estats Units                                     |
| Je ne suis pas mort                     | Mehdi Ben Attia                          | França                                           |
| Kanko no machi                          | Keisuke Kinoshita                        | Japó                                             |
| Konyaku yubiwa                          | Keisuke Kinoshita                        | Japó                                             |
| Krugovi                                 | Srdan Golubović                          | Sèrbia, Alemanya, Croàcia, Eslovènia, França     |
| Kujira no machi                         | Keiko Tsuruoka                           | Japó                                             |
| Kya hua is shahar ko?                   | Deepa Dhanraj                            | Índia                                            |
| Lamma shoftak                           | Annemarie Jacir                          | Palestina, Jordània, Emirats Àrabs Units, Grècia |
| La Paz                                  | Santiago Loza                            | Argentina                                        |
| La plaga                                | Neus Ballús                              | Espanya                                          |
| Le cousin Jules                         | Dominique Benicheti                      | França                                           |
| Le météore                              | François Delisle                         | Canadà                                           |
| Matar extraños                          | Jacob Secher Schulsinger, Nicolás Pereda | Mèxic, Dinamarca                                 |
| Materia oscura                          | Massimo D'Anolfi, Martina Parenti        | Itàlia                                           |
| ...Moddhikhane Char                     | Sourav Sarangi                           | Índia, Japó, Itàlia, Dinamarca, Noruega          |
| Mo sheng                                | Quan Ling                                | R.P. de la Xina                                  |
| Obrana i zastita                        | Bobo Jelcic                              | Croàcia, Bòsnia i Hercegovina, Croàcia           |
| Onna                                    | Keisuke Kinoshita                        | Japó                                             |
| Portrait of Jason                       | Shirley Clarke                           | Estats Units                                     |
| Katiyabaaz                              | Fahad Mustafa, Deepti Kakkar             | Índia                                            |
| Sakura namiki no mankai no shita ni     | Atsushi Funahashi                        | Japó                                             |
| Senzo ni naru                           | Kaoru Ikeya                              | Japó                                             |
| Shirley - Visions of Reality            | Gustav Deutsch                           | Àustria                                          |
| Shito no densetsu                       | Keisuke Kinoshita                        | Japó                                             |
| Sieniawka                               | Marcin Malaszczak                        | Alemanya, Polònia                                |
| Stemple Pass                            | James Benning                            | Estats Units                                     |
| Sto lyko                                | Christina Koutsospyrou, Aran Hughes      | Grècia, França                                   |
| Terra de ninguém                        | Salomé Lamas                             | Portugal                                         |
| Das Gewicht der Elefanten               | Daniel Joseph Borgman                    | Nova Zelanda, Dinamarca, Suècia                  |
| Tian mi mi                              | Hsu Chao-jen                             | Taiwan                                           |
| Vaters Garten - Die Liebe meiner Eltern | Peter Liechti                            | Suïssa                                           |
| Viola                                   | Matías Piñeiro                           | Argentina                                        |
| Yuyake gumo                             | Keisuke Kinoshita                        | Japó                                             |
| Za Marksa...                            | Svetlana Baskova                         | Rússia                                           |

## Premis
El jurat va atorgar els següents premis:
- Os d'Or: Poziţia copilului de Călin Peter Netzer
- Premi Especial del Jurat (Os de Plata): Epizoda u životu berača željeza de Danis Tanović
- Premi Alfred Bauer (Os de Plata): Vic et Flo ont vu un ours de Denis Côté
- Millor director: David Gordon Green per Prince Avalanche
- Millor actriu: Paulina García per Gloria
- Millor actor: Nazif Mujić per Epizoda u životu berača željeza
- Os de Plata al millor guió: Jafar Panahi per Pardeh
- Premi a la contribució artística: Aziz Zhambakiyev per Aslannyń sabaqtary
- Mencions especials:
  - Promised Land de Gus Van Sant
  - Layla Fourie de Pia Marais
- Panorama:
  - Premi del Jurat Ecumènic: Jagal de Joshua Oppenheimer
  - Premi Panorama de l'Audiència: Jagal de Joshua Oppenheimer
- Forum:
  - Premi del Jurat Ecumènic: Krugovi de Srdan Golubović
  - Premi del Jurat FIPRESCI: Hélio Oiticica de Cesar Oiticica Filho
  - Premi NETPAC a la millor pel·lícula asiàtica: Lamma shoftak d'Annemarie Jacir
  - Premi del Jurat C.I.C.A.E.: Grzeli nateli dgeebi de Nana Ekvtimishvili, Simon Groß